# Bishopella
Bishopella es un género de Grassatores en la familia Phalangodidae, con dos especies descriptas. Mientras que B. jonesi solo habita en Alabama, B. laciniosa es propia del sureste de Estados Unidos.
El nombre del género hace honor a S. C. Bishop, quien describió la especie tipo junto con C. R. Crosby.

## Especies
- Bishopella jonesi Goodnight & Goodnight, 1942
- Bishopella laciniosa (Crosby & Bishop, 1924)